# Чернишівська сільська рада (Роздольненський район)
Черниші́вська сільська́ ра́да — адміністративно-територіальна одиниця та орган місцевого самоврядування в Роздольненському районі Автономної Республіки Крим. Адміністративний центр — село Чернишове.

## Загальні відомості
- Населення ради: 3 399 осіб (станом на 2001 рік)

## Населені пункти
Сільській раді підпорядковані населені пункти:
- с. Чернишове
- с. Кропоткіне
- с. Портове

## Склад ради
Рада складається з 20 депутатів та голови.
- Голова ради: Акімов Євген Павлович
- Секретар ради: Новікова Наталія Іванівна

### Керівний склад попередніх скликань
| Прізвище, ім'я, по батькові | Основні відомості                                                         | Дата обрання | Дата звільнення |
| --------------------------- | ------------------------------------------------------------------------- | ------------ | --------------- |
| Акімов Євген Павлович       | Сільський голова, 1979 року народження, освіта вища, безпартійний         | 26.03.2006   | 31.10.2010      |
| Акімов Євген Павлович       | Сільський голова, 1979 року народження, освіта вища, член Партії регіонів | 31.10.2010   |                 |

Примітка: таблиця складена за даними сайту Верховної Ради України

### Депутати
За результатами місцевих виборів 2010 року депутатами ради стали:

#### За суб'єктами висування
| Суб'єкт висування | Кількість обраних депутатів | %  |
| ----------------- | --------------------------- | -- |
| Партія регіонів   | 18                          | 90 |
| Самовисування     | 2                           | 10 |

#### За округами
| № округу        | Прізвище, ім'я, по батькові     | Дата визнання обраним | Освіта             | Партійна приналежність | Відомості про обраного депутата                                                                     |
| --------------- | ------------------------------- | --------------------- | ------------------ | ---------------------- | --------------------------------------------------------------------------------------------------- |
| Партія регіонів |                                 |                       |                    |                        | |
| 1               | Задорожна Тетяна Володимирівна  | 04.11.2010            | середня спеціальна | член Партії регіонів   | Чернишівська загальноосвітня школа, вчитель                                                         |
| 2               | Єротенко Олександр Іванович     | 04.11.2010            | середня спеціальна | член Партії регіонів   | приватний підприємець                                                                               |
| 3               | Михайлов Віктор Андрійович      | 04.11.2010            | середня спеціальна | член Партії регіонів   | Чернишівська загальноосвітня школа, заступник директора                                             |
| 4               | Ясінецька Наталія Григорівна    | 04.11.2010            | середня спеціальна | член Партії регіонів   | Чернишівської сільської ради, бухгалтер                                                             |
| 5               | Гнатюк Микола Дмитрович         | 04.11.2010            | середня            | член Партії регіонів   | тимчасово не працює                                                                                 |
| 7               | Пироженко Ігор Олександрович    | 04.11.2010            | вища               | член Партії регіонів   | головне державне управління охорони використання водних живих ресурсів АР Крим, державний інспектор |
| 9               | Штунь Сусана Таірівна           | 04.11.2010            | незакінчена вища   | член Партії регіонів   | Чернишівський дитячий будинок, вихователь                                                           |
| 10              | Гриценко Галина Степанівна      | 04.11.2010            | середня спеціальна | член Партії регіонів   | пенсіонер                                                                                           |
| 11              | Кучеренко Оксана Антонівна      | 04.11.2010            | середня спеціальна | член Партії регіонів   | будинок культури, директор                                                                          |
| 12              | Солодка Ірина Вікторівна        | 04.11.2010            | середня спеціальна | член Партії регіонів   | пенсіонер                                                                                           |
| 13              | Михайлов Володимир Григорович   | 04.11.2010            | вища               | член Партії регіонів   | Чернишівська загальноосвітня школа, вчитель                                                         |
| 14              | Власенко Валентина Степанівна   | 04.11.2010            | середня спеціальна | член Партії регіонів   | селянське фермерське господарство «Хлібороб», завідувачка току                                      |
| 15              | Ососкова Любов Миколаївна       | 04.11.2010            | вища               | член Партії регіонів   | селянське фермерське господарство «Хлібороб», бухгалтер                                             |
| 16              | Балюк Олександр Борисович       | 04.11.2010            | середня спеціальна | член Партії регіонів   | будинок культури с. Кропоткине, директор                                                            |
| 17              | Садовська Оксана Вікторівна     | 04.11.2010            | середня спеціальна | член Партії регіонів   | фельдшерсько-акушерський пункт, завідувачка                                                         |
| 18              | Головата Світлана Володимирівна | 04.11.2010            | середня спеціальна | член Партії регіонів   | селянське фермерське господарство «Хлібороб», рисовод                                               |
| 19              | Головатий Вадим Миколайович     | 04.11.2010            | середня            | член Партії регіонів   | селянське фермерське господарство «Хлібороб», механізатор                                           |
| 20              | Ткачевський Валентин Дмитрович  | 04.11.2010            | вища               | член Партії регіонів   | приватний підприємець                                                                               |
| Самовисування   |                                 |                       |                    |                        | |
| 6               | Новікова Наталія Іванівна       | 04.11.2010            | вища               | член Партії регіонів   | Чернишівська сільська рада, секретар виконавчого комітету                                           |
| 8               | Новікова Лариса Миколаївна      | 04.11.2010            | вища               | член Партії регіонів   | Чернишівська сільська рада, спеціаліст 2-ой категорії                                               |